# Sambuis
De Cime du Sambuis is een bergtop in het Belledonne massief, met een hoogte van 2734 meter. Er zijn verschillende routes naar de top, waarvan de Col du Glandon, of het lager gelegen Saint-Colomban-des-Villards als mogelijk vertrekpunt.
De berg wordt ook 's winters beklommen voor skitochten. Echter wordt dit afgeraden, wegens lawinegevaar in de directe omgeving en de dodelijke ongevallen in het verleden.
Op de top van de Cime du Sambuis staat een totem, bestaande uit een pickel en een paar metalen ski's die naar de hemel zijn geheven.

## Naamgeving
De Franstalige naam 'Cime du Sambuis' is afgeleid van de Arpitaanse woorden cema, "bergtop", en bouesc, dat in het Nederlands "bos" betekent. De letterlijke naam van de berg is daarmee "bergtop boven de bossen". De berg torent uit boven de bossen en groene velden in het Glandon-dal.